# Grosses Zeughaus (Bern)

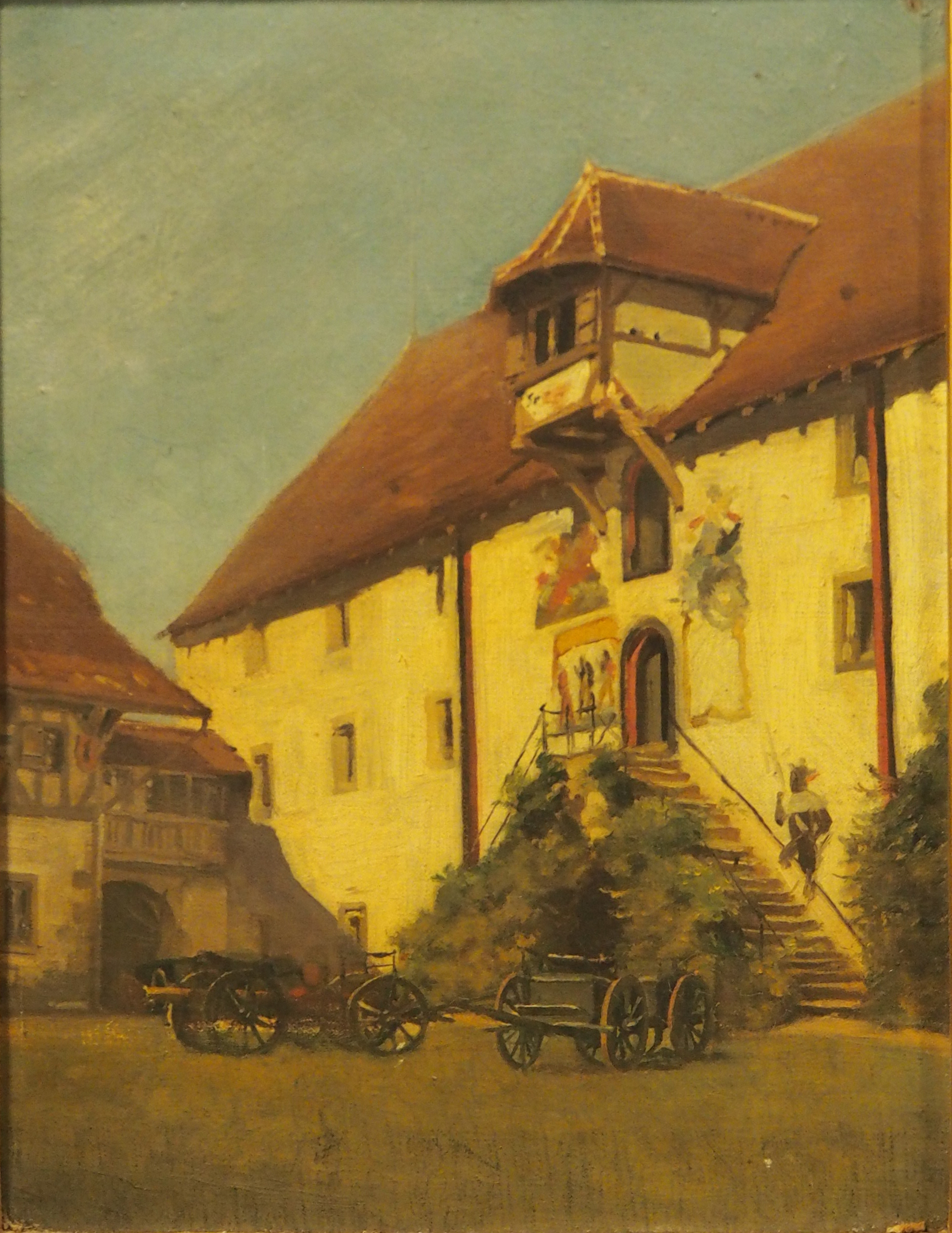
Zeughaushof (um 1875), Gemälde von Heinrich von Rodt.

Das Grosse Zeughaus in Bern war ein Zeughaus der Stadt und Republik Bern.

## Lage
Durch den Abbruch im Jahre 1877 entstand hier die Predigergasse und die Nägeligasse.